# Ibn al-Khatib
Lisān al-Dīn ibn al-Khaṭīb (in arabo لسان الدين بن الخطيب‎?; Loja, 16 novembre 1313 – Fès, maggio-giugno 1375) è stato un politico arabo-andaluso.
Il suo nome completo era Muḥammad ibn ʿAbd Allāh ibn Saʿīd ibn ʿAlī ibn Aḥmad al-Salmānī e aveva due laqab onorifici: Lisān al-Dīn (Lingua della religione) e Dhū l-wizāratayn (Quello dei due vizirati).
 
Fu un arabo erudito poeta, letterato, musicista, storico, filosofo, medico, agronomo e politico del Sultanato di Granada.

## Biografia

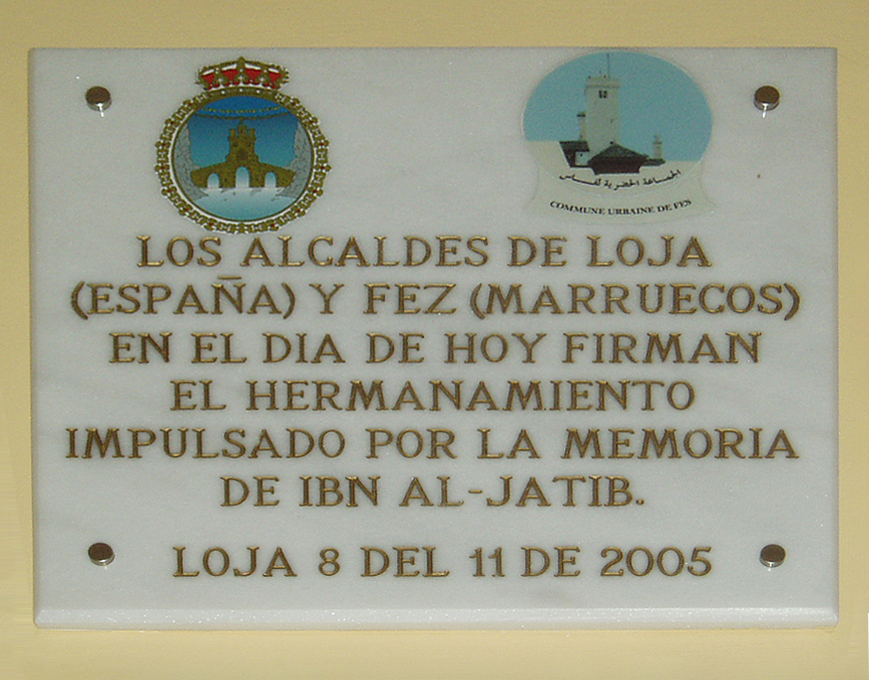
Targa commemorativa di Ibn al-Khaṭīb in occasione del gemellaggio tra Loja e Fes.

Dopo la morte del padre nella battaglia del rio Salado (detta anche battaglia di Tarīfa) del 30 ottobre 1340, le sue precoci capacità gli permisero di entrare al servizio amministrativo del Sultano di Granada Abū l-Ḥajjāj Yūsuf b. Ismāʿīl in veste di kātib (segretario), alle dipendenze del visir Abū l-Ḥasan ʿAlī b. al-Jayyāb.
Ibn al-Khaṭīb divenne, alla morte del vizir, responsabile della cancelleria sultanale ma presto, a sua volta, fu promosso vizir dal Sultano nasride di Granada, Muḥammad V, mantenendo il precedente incarico, tanto da guadagnarsi il laqab di Dhū l-wizāratayn (quello dei due visirati). 

Trascorse gran parte della sua vita assolvendo a questa delicata funzione, non esente da rischi, dal momento che il sovrano spesso addossava al suo principale collaboratore i fallimenti economici o politici del governo. Fu esiliato per due volte dalla città e visse per un certo tempo nel Sultanato dei Merinidi, dinastia regnante nel Maghreb al-Aqsa (attuale Marocco) (la prima volta tra il 1360 e il 1362 e la seconda nel quadriennio 1371-74 a Ceuta, Tlemcen e Fès). 
Quando il Sultano granadino fu deposto, Ibn al-Khaṭīb fu messo in prigione ma riuscì a scampare alla morte grazie ai buoni uffici del suo amico Ibn Marzūq, segretario del Sultano merinide Abū Sālim, che riuscì a farlo espatriare in Maghreb con Muḥammad V.
Nel 1362 poté tornare a Granada ma nel 1371-2 (anno 773 del Calendario islamico) dovette fuggire di nuovo a Ceuta e poi a Tlemcen, presso la corte merinide, a ciò indotto dai pesanti intrighi orditi contro di lui dal Qāḍī al-Nubāhī e dal nuovo vizir Ibn Zamrak. Venne accolto e protetto dal sultano merinide Abu Faris Abd al-Aziz ibn Ali, anche il successore di 'Abd al-Aziz, Muhammad III ibn Abd al-Aziz lo protesse e si rifiutò di consegnarlo a Muhammad V di Granada. Quando Muhammad III venne rovesciato da Abu l-Abbas Ahmad la situazione cambiò, uno dei più importanti uomini di corte del nuovo sultano fu Sulayman ibn Dawud, un nemico di Ibn al-Khatib, e, su pressione del vizir di Granada Ibn Zamrak e del potente Ibn Dawud, nel 1374 Ibn al-Khatib venne imprigionato e accusato dai suoi nemici nella corte merinide di eresia (zandaqa, parola dietro la quale non si nascondeva tanto lo Gnosticismo o l'ateismo, quanto la volontà di infamare l'accusato, a prescindere dalle sue reali opinioni filosofiche e religiose). 
Fu condannato a morte per strangolamento, malgrado il processo di fronte a una corte di giustizia privata non avesse potuto dimostrare alcunché a suo carico. Valsero contro di lui le insistenti mene di Sulaymān b. Dāwūd, che godeva di grande seguito a corte.

Il suo cadavere fu inumato presso la "Bāb Maḥrūq", una delle porte della città di Fès. I suoi diversi beni fondiari furono il motivo reale, con ogni probabilità, della sua caduta in disgrazia, originata dalla spiccata cupidigia d'impadronirsene da parte della suprema autorità merinide.
Fu storico di vaglia e poeta assai apprezzato. Alcuni suoi poemi furono messi in musica come muwashshaḥāt.
La sua autobiografia, scritta nel 1369, è stata rintracciata nella sua al-Iḥāṭa fī akhbār Gharnāṭa (La fonte completa della storia di Granada).

## Sulla peste
Quando la Peste Nera (peste bubbonica) raggiunse al-Andalus nel XIV secolo, Ibn al-Khaṭīb scrisse un trattato chiamato Sulla peste, in cui affermava: